# Грб Мојковца
Грб Мојковца је званични грб црногорске општине Мојковац. Грб је усвојен 18. децембра 2012. године.

## Опис грба
Статут општине Мојковац овако описује грб:
Грб општине је у облику средњовјековног штита у чијој се основи налази новчић са рударским симболима, изнад којег је између планина Сињајевине и Бјеласице представљена ријека Тара. У средини грба налази се поље са (ћириличним) натписом „Мојковац“. Изнад натписа је споменик учесницима Мојковачке битке.